# Baptistengemeinde Oldenburg
Die Baptistengemeinde Oldenburg (seit 1942 auch Evangelisch-Freikirchliche Gemeinde Oldenburg genannt) in Oldenburg (Oldb) ist die drittälteste Gemeinde des Bundes Evangelisch-Freikirchlicher Gemeinden in Deutschland und die älteste des evangelisch-freikirchlichen Landesverbandes Baptisten im Nordwesten. Sie wurde am 10. September 1837 mit neun Personen gegründet. 1904 wurden ihr die Rechte eines eingetragenen Vereins verliehen. Am 10. Juni 1971 erhielt sie durch das Niedersächsische Kultusministerium die Körperschaftsrechte.
Die Kreuzkirche, das heutige Gotteshaus der Oldenburger Baptisten, befindet sich in der Eichenstraße 15 im Stadtteil Eversten. Zur Gemeinde gehörten 2011 505 Mitglieder und nach eigenen Angaben ein mindestens ebenso großer Freundeskreis.

## Geschichte

Carl Weichardt

Mit den Anfängen der Oldenburger Baptistengemeinde eng verbunden sind der Großherzogliche Hofglaser Johann Heinrich Carl Christian Weichardt sowie der Kunstgärtner Johann Dietrich Knickmann. Beide waren durch persönliches Bibelstudium zur Überzeugung gelangt, dass eine schriftgemäße Taufe den persönlichen Glauben des Täuflings voraussetzt und deshalb ihre Säuglingstaufe als ungültig zu betrachten ist. Mit ihrem Wunsch, als Gläubige getauft zu werden, wandten sich die beiden Handwerker Anfang 1836 an den reformierten Bremer Pastor Friedrich Ludwig Mallet, der neben Gotfried Menken und Georg Treviranus zu den führenden Theologen der Erweckungsbewegung gehörte. Als Pfarrer der Bremischen Evangelischen Kirche konnte Mallet dem Wunsch der beiden Oldenburger natürlich nicht entsprechen. Er vermittelte aber einen Kontakt zu dem Hamburger Kaufmann und christlichen Buchhändler Johann Gerhard Oncken, mit dem er auf volksmissionarischem Gebiet in Bremen und im Bremer Umland eng zusammengearbeitet hatte. Friedrich Mallet war bekannt, dass Oncken inzwischen Baptist geworden war.

### Anfänge
Nach einem ausführlichen Briefwechsel besuchte Oncken im Juni 1836 die beiden Handwerker, denen sich inzwischen zwei weitere Taufwillige angeschlossen hatten. In einem Tagebucheintrag Johann Gerhard Onckens heißt es dazu:

„Am 7. Juni begaben wir ein wenig die Hunte, welche die Stadt durchfließt, hinab, und es wurde daselbst die köstliche Verordnung Christi an vier Taufkandidaten vollzogen. Friede und Freude erfüllte unsere Herzen auf dem Heimwege.“

Die vier Täuflinge, allen voran Carl Weichardt, erwiesen sich als engagierte Missionare. Es entstand ein Hausbibelkreis, dem sich eine Reihe Oldenburger Bürger anschlossen. Als Oncken im September 1837 einen zweiten Besuch in Oldenburg abstattete, lagen sechs weitere Taufmeldungen vor. Taufort war wieder die Hunte, wo sich der Weichardtsche Kreis am Abend des 9. Septembers versammelte. In dem bereits erwähnten Tagebuch Onckens findet sich dazu folgender Bericht:

„Wir waren vom schönsten Wetter begünstigt und erfuhren, dass Gottes Wege auch dann noch Wege der Sicherheit sind und des Friedens, wenn man verfolgt wird, weil man darin wandelt. Einige Schiffer hatten uns gedroht, uns zu ertränken, wenn wir uns unterstehen würden zu taufen. Aber wir wurden von oben geschützt, und alles um uns her war friedlich und still wie der Spiegel des Flusses, in den wir hinabstiegen.“

Am folgenden Tag konstituierte sich unter dem Vorsitz Onckens die Oldenburger Baptistengemeinde. Bei dieser Gelegenheit wurde Carl Weichardt zum Ältesten ordiniert und damit zum Leiter der jungen Gemeinde bestellt. Das Diakonenamt übertrug Oncken dem Handschuhmacher Anton Stecher. Erste Amtshandlung Weichardts war die Durchführung einer weiteren Taufe, die noch am Abend des Gründungstages vollzogen wurde.

### Verfolgungen

Verhängte Sporteln wegen unerlaubter religiöser Zusammenkünfte

Noch vor der offiziellen Gemeindegründung wurde gegen den Weichardtschen Kreis wegen verbotener Conventikelbildung polizeilich ermittelt. Am 30. April 1837 meldete der Polizeidiener Mehls auf schriftlichem Wege, dass im Haus des Glasermeisters „vormittags 11 Uhr“ sich insgesamt vierzehn Personen versammelt hätten. Gegen die in der Meldung namentlich aufgeführten Personen wurde anschließend ein Verfahren eingeleitet, dessen Ausgang allerdings nicht dokumentiert ist. In einem auf den 12. Juni 1837 datierten Bericht des Kirchenconsistoriums an den Magistrat der Stadt findet sich auch der Hinweis auf „einen gewissen Oncken aus Hamburg“, der vor einiger Zeit „hier in Oldenburg Taufen verrichtet und sich separatistischer Umtriebe schuldig gemacht haben [soll].“ Da die obrigkeitlich ausgesprochenen Verwarnungen fruchtlos blieben, versuchte man mit der Verhängung von Bußgeldern und Haftstrafen die Ausbreitung der taufgesinnten Bewegung zu verhindern. Folgende nicht vollständige Tabelle gibt einen Überblick über verhängte Strafen und deren Begründungen:
| Jahr             | Bestrafte Person(en)                         | Begründung                                                      | Strafe / Konsequenz                                 |
| ---------------- | -------------------------------------------- | --------------------------------------------------------------- | --------------------------------------------------- |
| 1837 (April)     | 14 Gottesdienstteilnehmer im Hause Weichardt | unerlaubtes Conventikelwesen                                    | unbekannt                                           |
| 1837 (Juli)      | Schuhmacher Wessels                          | unerlaubte Abendmahlsfeier in privaten Räumen                   | Verwarnung, da ein volles Geständnis abgelegt wurde |
| 1837 (Oktober)   | Wiechmann                                    | unerlaubte Abendmahlsfeier in privaten Räumen                   | 2 Tage Gefängnis                                    |
| 1837 (Oktober)   | Wiechmann                                    | verbotene Conventikel geduldet; Wiederholungstäter              | 5 Reichsthaler, 2 Tage Gefängnis                    |
| 1837 (Oktober)   | 10 weitere Gottesdienstteilnehmer            | unerlaubte religiöse Versammlungen                              | teilweise Haft-, teilweise Geldstrafen              |
| 1837 (November)  | Carl Weichardt                               | unerlaubte Abendmahlsfeier in privaten Räumen                   | 5 Reichsthaler                                      |
| 1837 (November)  | Anton Stecher                                | unerlaubte Abendmahlsfeier in privaten Räumen                   | 5 Reichsthaler                                      |
| 1837 (November)  | Bäcker Böning                                | unerlaubte Abendmahlsfeier in privaten Räumen                   | 2 Tage Gefängnis                                    |
| 1838 (März)      | Carl Weichardt                               | Verweigerung der Taufe seines 6 Monate alten Sohnes             | Anordnung der Zwangstaufe                           |
| 1840 (Januar)    | Carl Weichardt                               | Durchführung unerlaubter religiöser Versammlungen               | 10 Reichsthaler                                     |
| 1840 (Januar)    | Anton Stecher                                | Durchführung unerlaubter religiöser Versammlungen               | 10 Reichsthaler                                     |
| 1840 (Januar ?)  | des Wiechmann Ehefrau                        | Duldung unerlaubter religiöser Versammlungen in ihrem Haus      | 2 Tage Gefängnis                                    |
| 1840 (August)    | Carl Weichardt                               | unerlaubte religiöse Unterrichtung von Kindern (Sonntagsschule) | unbekannt                                           |
| 1841 (September) | Carl Weichardt                               | unerlaubte Taufhandlung                                         | 25 Goldthaler                                       |
| 1844 (April)     | Bäcker Böning                                | Teilnahme an verbotenen separatistischen Versammlungen          | Pfändung von Möbeln und Hausrat; 40 Reichsthaler    |

1845 kommt es sogar zu einem Briefwechsel zwischen der Großherzoglichen Regierung und der Polizeibehörde der Freien und Hansestadt Hamburg. Die Oldenburger baten auf dem Wege eines Amtshilfeersuchens um das Verhör zweier, „angeblich von einer Hamburgischen Wiedertäufer-Gesellschaft als Missionaire ausgesandten Männer Namens Onken und Koepner“. Gemeint waren der bereits erwähnte Johann Gerhard Oncken sowie Julius Köbner, der Mitbegründer der deutschen und dänischen Baptisten. Beide seien „verschiedentlich wohl nur zum Zwecke der Ausbreitung des Separatistenwesens ins hiesige Land gekommen“ und sollen an mehreren Orten, „namentlich in Jever, Oldenburg und im Amte Berne ihrer Secte Anhänger geworden, getauft und das Abendmahl ausgetheilt“ haben. Die Hamburger Polizei gab dem Ersuchen statt und übersandte die nach den Verhören Onckens und Köbners ausgefertigten Protokolle nach Oldenburg.
Zweimal im Jahr hatte der Oldenburger Magistrat gegenüber dem Consistorium Auskunft über das städtische „Sektenwesen“ zu geben. Diese Auskünfte fielen für den Weichardtschen Kreis durchaus positiv aus. Abgesehen „von den durch ihre Überzeugung und religiösen Handlungen veranlassten Maßregeln“ hätten sie zu keinerlei Beschwerde Anlass gegeben. Ab 1845 findet sich in den Berichten immer wieder die Bemerkung: „Anzeigen wegen stattgefundener Conventikel liegen nicht vor.“ Neun Jahre später erhielt der Magistrat seitens des Consistoriums noch einmal den Auftrag, die Baptisten im Oldenburger Stadtgebiet besonders zu beobachten.
Die Aktenlage zeigt: Nicht die staatlichen Behörden waren primär die Initiatoren der gegen die Baptisten gerichteten Polizeiaktionen, sondern die „landes- bzw. staatskirchliche Geistlichkeit drängte zu diesen schmachvollen Szenen, wozu die derzeitigen Kirchengesetze eine gute Handhabe boten“. Besonders sichtbar wurde dies beim Vollzug von Zwangstaufen von Kindern aus baptistischen Familien. Ein Pastor, begleitet von einem Kirchendiener und einem Polizeibeamten, betrat das Baptistenhaus und ließ den Säugling aus der Wiege nehmen, um ihn zu besprengen. Da ihnen seitens der Eltern das benötigte Wasser und die Taufschale häufig verweigert wurden, wandten sie sich um Hilfe suchend an die Nachbarn. Hin und wieder wurde das Wasser auch in einer Medizinflasche mitgebracht. Solche Zwangstaufen gab es bis 1848. Ein Oldenburger Pastor der Landeskirche schilderte in seinen Erinnerungen eine obrigkeitlich angeordnete Säuglingstaufe folgendermaßen:

„Pastor Claußen ließ ihm [Carl Weichardt] in einem solchen Fall ankündigen, dass er zu der oder der Stunde in seinem Hause erscheinen werde, um die Taufe vorzunehmen. Dann verließen die Eltern, die das ganze Verfahren soviel wie möglich ignorierten, das Haus. Pastor Claußen kam mit dem Küster und einigen Taufzeugen, und die Taufe wurde in Abwesenheit der Eltern vollzogen.“

Rolf Schäfer kommentierte diesen und andere Vorgänge so:

„[…] fand der Kampf um die Tauflehre nicht mit Hilfe von Argumenten statt – zumal die Baptisten theologisch nicht ernst genommen wurden –, sondern mit den Machtinstrumenten der bürgerlichen Ordnung. Deshalb wurden die Neugeborenen vor 1848 zwangsweise getauft.“

Mit Beginn der 1850er Jahre trat an die Stelle der Verfolgungen der Baptistengemeinde ihre begrenzte Duldung. Die freiheitlichen Beschlussfassungen der Frankfurter Nationalversammlung im Revolutionsjahr 1848 veränderten auch im Großherzogtum Oldenburg die Lage der Dissidenten. Selbst der Oldenburger Kirchenrat offenbarte eine liberalere Haltung: „Nach der Gestaltung der jetzigen Verhältnisse der verschiedenen Religionsgemeinschaften im Staate müsse jede Kirche sich verpflichtet fühlen, neben sich die Entfaltung einer anderen Konfession zu dulden.“ Im Zuge dieser Liberalisierung erlaubte man den Baptisten im Lande Oldenburg Gotteshäuser zu errichten, Friedhöfe anzulegen und öffentlich zu Veranstaltungen einzuladen. Auch Eheschließungen, die bis dahin nur von einem Geistlichen der Staatskirche legitimiert werden konnten, waren jetzt, wenn auch ausnahmsweise, vor einem zivilen Amtsträger möglich. So konnte 1855 der Oldenburger Baptistenprediger und Missionair August Friedrich Wilhelm Haese seine Braut Metta Schütte vor Vertretern des Amtes Varel ehelichen und damit die erste zivilrechtliche Eheschließung im Großherzogtum Oldenburg vollziehen. Anträge der Oldenburger Baptisten auf öffentlich-rechtliche Anerkennung als Religionsgemeinschaft wurden allerdings bis Anfang des 20. Jahrhunderts weiterhin abschlägig beschieden. Erst am 28. Oktober 1904 wurde die Baptisten-Gemeinde Oldenburg unter der Nummer 25 in das Vereinsregister des Amtsgerichtes Oldenburg eingetragen.

### Weitere Entwicklungen
Trotz der beschriebenen Erschwernisse hatte sich die baptistische Bewegung im Lande Oldenburg stark ausgebreitet. In einem auf den 26. Januar 1862 datierten Antrag der Gemeinden im Großherzogtum Oldenburg an das Staatsministerium wegen Verleihung von Korporationsrechten heißt es unter anderem:

„Es bestehen schon jetzt im Herzogthum Oldenburg sieben Gemeinden, die ca. 600 Mitglieder (Abendmahlsgenossen) umfassen, während die Zahl von Anhängern, welche unseren öffentlichen Gottesdiensten beizuwohnen pflegen, sich auf schon 2000 Personen belaufen mag; […] auf 70 Stationen, wo theils Mitglieder, theils Freunde wohnen, wird von unseren Predigern und Missionaren das Evangelium verkündigt, und zwar häufig unter Zuhörern, die äußerst selten oder nie die Kirche besuchen, wodurch in der Verbindung mit der Mäßigkeitsbewegung, die von allen unseren Mitgliedern vertreten wird, ein heilsamer Einfluss auf die Sittlichkeit und das geistige Wohl Vieler sich erwiesen hat.“

Aus den im Zitat erwähnten „70 Stationen“ im Oldenburger Land entwickelten sich im Laufe der folgenden Jahrzehnte eine Reihe von selbständigen Baptistengemeinden, unter anderem in Westerstede-Felde, Varel, Delmenhorst und Jeddeloh I. Eine 1858 in Sage erfolgte Gemeindegründung wurde zu Anfang der 1880er Jahre wieder aufgegeben. Das 1863 errichtete Sager Bethaus wurde 1881 verkauft und dient bis heute als Wohnhaus.
Am 10. Juni 1971 wurden der seit 1904 als eingetragener Verein registrierten Baptistengemeinde Oldenburg durch das Niedersächsische Kultusministerium die Körperschaftsrechte verliehen.

## Gotteshäuser der Oldenburger Baptisten

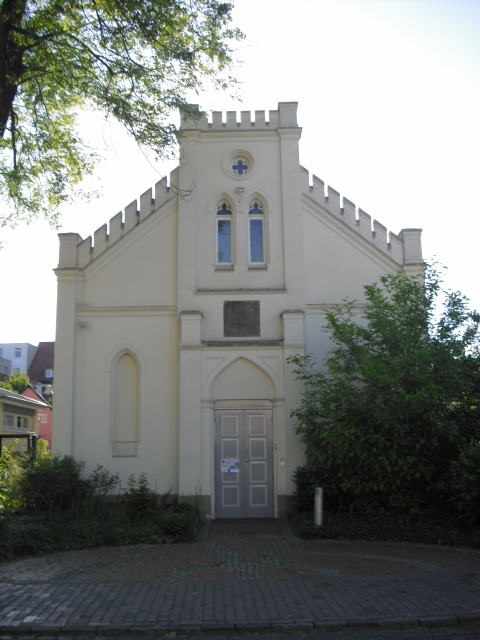
Baptistenkapelle an der Wilhelmstraße (1868 – 1905); seit 1995 Synagoge

Die Oldenburger Baptistengemeinde führte ihre gottesdienstlichen Versammlungen ab 1837 im Haus des Kunstglasers Carl Weichardt durch. Es befand sich Am Stau in der Nähe des Huntehafens. Aufgrund der Verfolgung durch staatliche und kirchliche Behörden war die junge Gemeinde bis Ende der 1840er Jahre gezwungen, ihre Versammlungsorte häufig zu wechseln. Dabei dienten Werkstätten, Wohnzimmer aber auch Orte unter freiem Himmel als Versammlungsstätten.
1850 gelang es der Gemeinde, einen größeren Saal an der Burgstraße/Ecke Winkelgang anzumieten. Er befand sich in einem Bürgerhaus im Handwerkerviertel der Innenstadt (Poggenburg / Ecke Abraham, Burgstraße). Achtzehn Jahre später wurde an der Wilhelmstraße die erste Baptistenkapelle in Oldenburg errichtet. Bedingt durch das starke Gemeindewachstum wurde bereits 1905 am Steinweg eine neue Kirche eingeweiht. Die Kirche, die inzwischen abgerissen wurde, besaß ursprünglich eine neugotische Fassade und ähnelte der in der Nähe befindlichen Friedenskirche der Methodistengemeinde. Bei einem Aus- und Umbau im Jahr 1953 ging diese Fassade verloren. Im selben Jahr erhielt die Kapelle am Steinweg den Namen Kreuzkirche der Baptisten.
Die Kapelle an der Wilhelmstraße wurde zunächst an die Guttempler als Vereinshaus veräußert. Mit Beginn des Ersten Weltkrieges 1914 gingen durch Verkauf die Eigentumsrechte an das Oldenburger Evangelische Krankenhaus über, die die ehemalige Kapelle bis in die 1990er Jahre als Bettenhaus nutzte. 1995 erwarb die neugegründete Jüdische Kultusgemeinde Oldenburg das Gotteshaus und baute es zur Synagoge und zum Kulturzentrum um.
1973 wurde die neue Kreuzkirche an der Eichenstraße in Eversten fertiggestellt und ihrer Bestimmung übergeben. Ein Erweiterungsbau erfolgte 2007. Auf dem Gelände der Kreuzkirche befindet sich auch das gemeindenahe Diakoniewerk Kreuzwerk, das vor allem Kranken- und Altenpflege sowie Häusliche Versorgung anbietet.

## Mit der Baptistengemeinde Oldenburg verbundene Persönlichkeiten
Zu den Personen, die über die Grenzen der Oldenburger Baptistengemeinde hinaus Bekanntheit erlangt haben, gehören unter anderem:
- der Stettiner August Friedrich Wilhelm Haese (1824 – 1912); von 1851 bis 1853 war er der erste Pastor der Oldenburger Baptistengemeinde und ging anschließend als Missionar in das Gebiet rund um den Jadebusen. Seiner 1855 durch Johann Gerhard Oncken vollzogenen kirchlichen Eheschließung ging die erste zivilrechtliche Trauung im Großherzogtum Oldenburg voraus.
- der aus Jever stammende Johann Ludwig Hinrichs (1818 – 1901); er war der Verfasser des „Glaubensbekenntniß der Evangelisch Taufgesinnten (Baptisten) Gemeinden in Amerika, Großbritannien, Hamburg pp und Jever“ und von 1853 bis 1859 Prediger der Gemeinde in Oldenburg.
- der aus Ostpreußen stammende Geistliche Siegfried Kerstan (1928–2017) war von 1965 bis 1976 Pastor der Oldenburger Baptistengemeinde;  danach gehörte er bis 1985 als Generalsekretär zum Leitungsgremium des Bundes Evangelisch-Freikirchlicher Gemeinden in Deutschland (Baptisten- und Brüdergemeinden).
- Dorothea Nowak (1926 – 2011), Dozentin für Praktische Theologie am baptistischen Seminar in Hamburg-Horn war von 1954 bis 1957 Jugendreferentin des baptistischen Gemeindejugendwerks in Oldenburg. 1966 wurde sie von der Baptistengemeinde Oldenburg als Missionarin nach Brasilien entsandt.[26]
- Andrea Strübind (* 1963), Pastorin des Bundes Evangelisch-Freikirchlicher Gemeinden und seit April 2006 Inhaberin des Lehrstuhls für Kirchengeschichte an der Universität Oldenburg, ist Mitglied der Oldenburger Baptistengemeinde.